# Kaúlza de Arriaga
Kaúlza Oliveira de Arriaga GOC • GCC • OA • GOIH (Porto, 18 de gener de 1915 — Lisboa, 3 de febrer de 2004) fou un general portuguès, escriptor, professor i polític.

## Biografia
Descendent de família azoresa va completar estudis superiors de Matemàtiques i enginyeria. Va completar amb distinció els cursos d' Estado-Maior d' Altos Comandos a l'Institut d'Alts Estudis Militars.
Col·laborador fidel d'António Oliveira Salazar, va ser decisiu en el fracàs del cop d'Estat de 1961. Va tenir diverses funcions de caràcter civil i militar, com a de Cap de Gabinet del Ministeri de la Defensa, Subsecretari d'Estat d'Aeronàutica, professor del Institut d'Alts Estudis Militars, president de la Junta d'Energia Nuclear, president executiu de l'empresa de petrolis Angol SA.
Sota ordres de Salazar i Marcello Caetano, va ser comandant de les Forces Terrestres en Moçambique (1969-1970) i després va ser Comandant en Cap de les Forces Armades en Moçambique (1970/1973) durant la guerra d'independència de Moçambic en substitució d'António Augusto dos Santos. Va ser membre del Consell de l'Orde Militar de Crist (1966/1974).
Com a militar va reforçar els sistemes de reclutament i d'entrenament, es va preocupar amb la modernització del transport aeri militar i va incentivar el Cos de forces Paracaigudistes i la seva integració en la Força Aèria. Va ser conegut principalment per les campanyes militars que comandà a Moçambique, durant a Guerra Colonial Portuguesa, sobretot en la grandiosa Operació Nus Gordià (1970), que va resultar en un enorme èxit militar que va arribar a ser admès públicament pel Frelimo.
Després de la revolució dels clavells 25 d'abril de 1974 va ser passat compulsivament a la situació de reserva i després fou arrestat el 28 de setembre. Sense càrrecs formals, després 16 mesos de detenció va ser alliberat en gener de 1976. En 1977 va crear el partit d'extrema dreta Moviment per la Independència i la Reconstrucció Nacional (MIRN), del qual va ser president fins a la seva extinció després de les eleccions legislatives portugueses de 1980.
Des del 10 de juny de 1994 va integrar la Comissió d'Honra de les Trobades Nacionals de Combatents, junt al monument davant del Forte do Bom Sucesso. Afectat per la malaltia d'Alzheimer, va morir el 2 de febrer de 2004. Va ser enterrat al cementiri dos Prazeres de Lisboa.

## Condecoracions
- Oficial de l'Orde d'Avís
- Gran oficial de l'Orde del Mèrit Militar de Brasil
- Comanador de la Legió del Mèrit dels Estats Units
- Gran Creu de l'Orde de Crist
- Gran Oficial de l'Orde de Crist
- Gran Oficial de la Legió d'Honor de França
- Gran Oficial de l'Orde de l'Infant Dom Henrique
- Medalla del Mèrit Aeronàutic de la Força Aèria Portuguesa
- Comanador de l'Orde del Sant Sepulcre

## Obres
- Energia Atómica - 1949
- Portugal Novo, Grande e Rico - 1962.
- Portuguese National Defence During the Last 40 Years and in the Future - 1966
- A Defesa Nacional Portuguesa nos Últimos 40 anos e no Futuro (duas edições) - 1966
- O Problema Ultramarino Português - 1967
- Algumas Questões Nucleares em Portugal - 1969
- Message on Taking Over Ccommand of Ground Forces in Mozambique on 15 July 1969 - 1969
- Guerras Coloniais e Descolonização : Entrevista - 1970
- A Solução Portuguesa - 1971
- A Luta em Moçambique : 1970-1973 (duas edições) - 1973.
- The Portuguese Answer - 1973 - ISBN 0-85468-453-0
- Coragem, Tenacidade e Fé (duas edições) - 1972
- A Conjuntura Nacional e a Minha Posição perante o Momento Político Português (duas edições) - 1976
- Pontos Programáticos de um Novo Presidente da República - 1976
- No caminho das Soluções do Futuro (três edições) - 1977
- A Proposta-MIRN : Comunicação ao País em 28 de Junho de 1977 - 1977
- África - A Vitória Traída (coautor) - 1977
- Guerra e Política : Em Nome da Verdade, os Anos Decisivos (duas edições) - 1987
- Estratégia Global - 1988
- As Tropas Pára-Quedistas Portuguesas 1956-1993 (pref. Kaúlza de Arriaga) - 1992.
- Sínteses (duas edições) - 1992
- Maastricht : Pior ainda que o "25 de Abril"!? - 1992
- Novas Sínteses : Contributos para a História Contemporânea de Portugal - 2001 - ISBN 972-8563-30-2
- Enfermeiras pará-quedistas : 1961-2002 (testemunho Kaúlza de Arriaga) - 2006 - ISBN 972-8816-90-1